# إغناثيو أغيرو
إغناثيو أغيرو (بالإسبانية: Ignacio Agüero)‏ هو مخرج تشيلي، ولد في 7 مارس 1952 في سانتياغو في تشيلي.

## وصلات خارجية
- إغناثيو أغيرو على موقع IMDb (الإنجليزية)
- إغناثيو أغيرو على موقع ألو سيني (الفرنسية)
- إغناثيو أغيرو على موقع أول موفي (الإنجليزية)
- إغناثيو أغيرو على موقع قاعدة بيانات الأفلام السويدية (السويدية)
- إغناثيو أغيرو على موقع قاعدة بيانات الفيلم (الإنجليزية)
- إغناثيو أغيرو على موقع كينوبويسك (الروسية)